# Scuola Grande di San Giovanni Evangelista

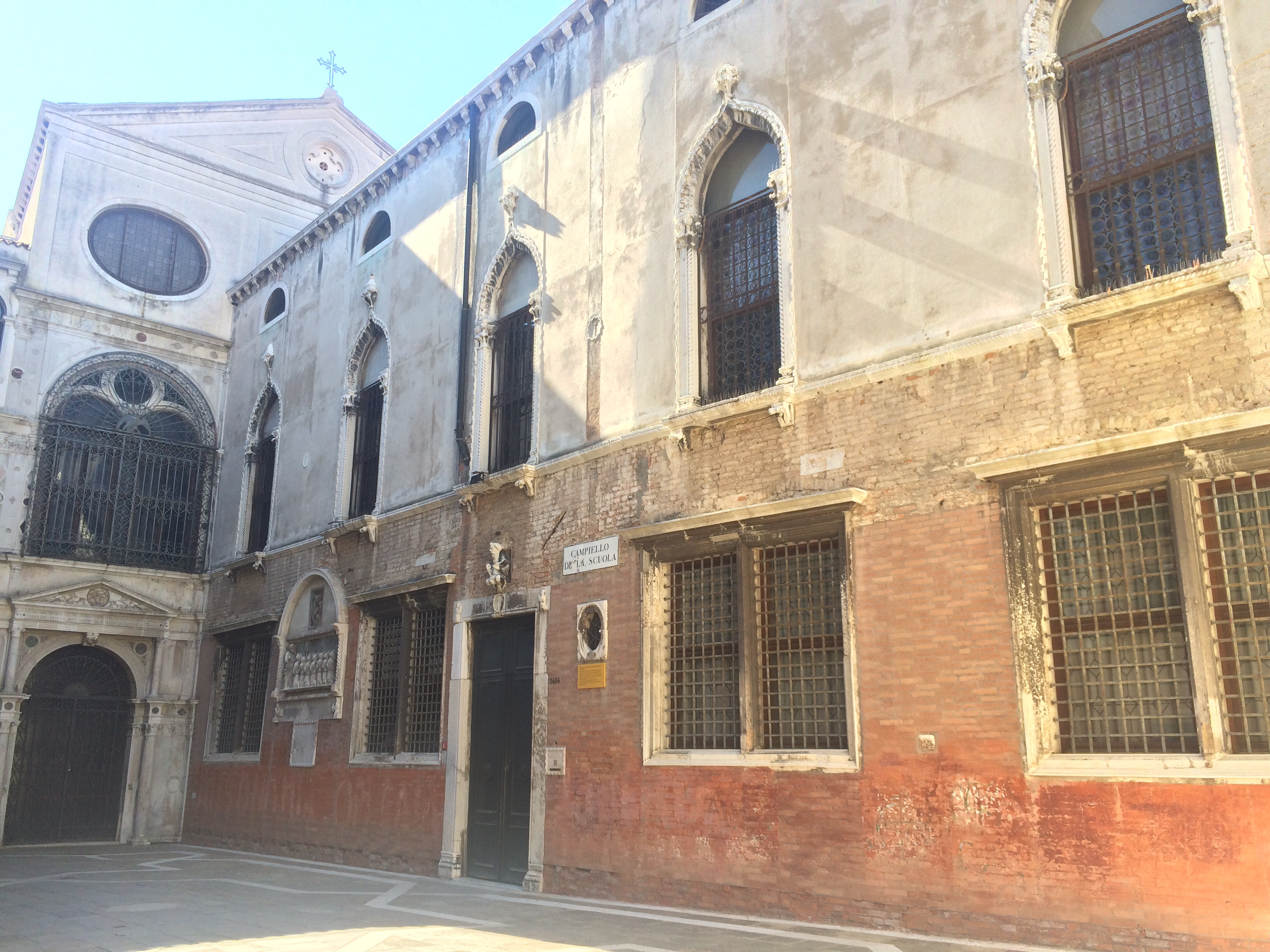
Scuola Grande di San Giovanni Evangelista.

La Scuola Grande di San Giovanni Evangelista est une Scuola, confrérie religieuse  de Venise, fondée en 1261 à Sant'Aponal dans le sestiere de San Polo composée de laïcs par corporation. Elle déménage en 1301 pour occuper son emplacement actuel, dans le quartier de San Polo. C'est la plus antique scuola encore active à Venise . 

## Histoire
La fondation date de 1261, par un ordre de moines, les  Battuti. En 1369, Philippe de Mézières fait don à la Scuola d'un morceau de relique de la Vraie Croix, rapportée de Terre Sainte. À partir de 1414-1420, la Scuola est reconstruite et prend progressivement son aspect actuel .